# Cremosano
Cremosano (Cremuzà in dialetto cremasco) è un comune italiano di 1 720 abitanti della provincia di Cremona in Lombardia.

## Storia
La storia del paese inizia circa nell'anno mille quando i monaci benedettini esplorando le paludi del Moso trovarono un'area fertile la bonificarono e ci costruirono un monastero. Negli anni esso divenne un punto di appoggio per i mercanti del sud verso Milano. Visibile ancora oggi sulla strada provinciale che attraversa il paese, il monastero, convertito a cascina, è diventato una casa in cui abitano diverse famiglie.
Nel 1200 il paese fu colpito da una forte epidemia di peste che si ripresentò nel Seicento. Nell'ultimo periodo dell'epidemi venne costruita una cappella dove i sopravvissuti pregavano per la salvezza degli ammalati.

### Simboli
Lo stemma e il gonfalone sono stati concessi con decreto del presidente della Repubblica del 6 aprile 1987.
Lo stemma è partito: il primo d'oro, al monte all'italiana di sei colli di rosso, caricato della parola PAX d'argento, cimato da una croce del Calvario di rosso; il secondo di rosso, al bue pascolante sulla campagna di verde.
Il gonfalone è un drappo rettangolare partito di rosso e di bianco.

## Monumenti e luoghi d'interesse
- Chiesa di Santa Maria Maddalena: chiesa parrocchiale

## Società

### Evoluzione demografica
Abitanti censiti

### Etnie e minoranze straniere
Al 31 dicembre 2020 i cittadini stranieri sono 81. Le comunità nazionali numericamente significative sono:
1. Romania: 21

## Infrastrutture e trasporti

### Strade
Il territorio è attraversato dalle seguenti strade provinciali:
- CR SP 2 Crema-Vailate
- CR SP 80 Pianengo-Cremosano

## Amministrazione
Elenco dei sindaci dal 1988 ad oggi.
| Periodo | Periodo   | Primo cittadino          | Partito                         | Carica  | Note |
| ------- | --------- | ------------------------ | ------------------------------- | ------- | ---- |
| 1988    | 1993      | Luigi Marcarini          | Democrazia Cristiana            | sindaco |      |
| 1993    | 1997      | Alberto Giuseppe Cantoni | Democrazia Cristiana            | sindaco |      |
| 1997    | 2001      | Agostino Arturo Mandotti | lista civica di centro-sinistra | sindaco |      |
| 2001    | 2006      | Raffaele Perrino         | lista civica di centro-sinistra | sindaco |      |
| 2006    | 2011      | Raffaele Perrino         | lista civica di centro-sinistra | sindaco |      |
| 2011    | 2016      | Marco Fornaroli          | lista civica                    | sindaco |      |
| 2016    | 2021      | Raffaele Perrino         | lista civica                    | sindaco |      |
| 2021    | in carica | Marco Fornaroli          | lista civica                    | sindaco |      |

### Altre informazioni amministrative
Tra il 1927 ed il 1953 al comune di Cremosano furono aggregati i soppressi comuni di Campagnola Cremasca e Pianengo.